# Lijst van Nederlandse ministers van Binnenlandse Zaken
De minister van Binnenlandse Zaken staat aan het hoofd van het ministerie van Binnenlandse Zaken en Koninkrijksrelaties.
Het onderdeel Koninkrijksrelaties behoort sinds 1998 tot het ministerie. Zie ook de Lijst van Nederlandse ministers van Koninkrijksrelaties en Koloniën voor een overzicht van de ministers die dit onderdeel in hun portefeuille hadden.

## Bewindslieden sinds 1848
Sinds 1848 hebben onderstaande personen dit ambt in Nederland vervuld:
| Kabinet                                                                                             | Periode    | Binnenlandse Zaken en Koninkrijksrelaties                                   | Partij | Partij                   |
| --------------------------------------------------------------------------------------------------- | ---------- | --------------------------------------------------------------------------- | ------ | ------------------------ |
| kabinet-Schoof                                                                                      | 2024-heden | Judith Uitermark                                                            |        | NSC                      |
| kabinet-Rutte IV                                                                                    | 2022-2024  | Hugo de Jonge (vanaf 5 september 2023)                                      |        | CDA                      |
| kabinet-Rutte IV                                                                                    | 2022-2024  | Hanke Bruins Slot (tot 5 september 2023)                                    |        | CDA                      |
| kabinet-Rutte III                                                                                   | 2017-2022  | Kajsa Ollongren (vanaf 14 april 2020)                                       |        | D66                      |
| kabinet-Rutte III                                                                                   | 2017-2022  | Raymond Knops (van 1 november 2019 tot 14 april 2020)                       |        | CDA                      |
| kabinet-Rutte III                                                                                   | 2017-2022  | Kasja Ollongren (tot 1 november 2019)                                       |        | D66                      |
| kabinet-Rutte II                                                                                    | 2012-2017  | Ronald Plasterk (vanaf 16 september 2016)                                   |        | PvdA                     |
| kabinet-Rutte II                                                                                    | 2012-2017  | Stef Blok (van 29 juni tot 16 september 2016)                               |        | VVD                      |
| kabinet-Rutte II                                                                                    | 2012-2017  | Ronald Plasterk (tot 29 juni 2016)                                          |        | PvdA                     |
| kabinet-Rutte I                                                                                     | 2010-2012  | Liesbeth Spies (vanaf 16 december 2011)                                     |        | CDA                      |
| kabinet-Rutte I                                                                                     | 2010-2012  | Piet Hein Donner (tot 16 december 2011)                                     |        | CDA                      |
| kabinet-Balkenende IV                                                                               | 2007-2010  | Ernst Hirsch Ballin (vanaf 23 februari 2010)                                |        | CDA                      |
| kabinet-Balkenende IV                                                                               | 2007-2010  | Guusje ter Horst (tot 23 februari 2010)                                     |        | PvdA                     |
| kabinet-Balkenende III                                                                              | 2006-2007  | Johan Remkes                                                                |        | VVD                      |
| kabinet-Balkenende II                                                                               | 2003-2006  | Johan Remkes                                                                |        | VVD                      |
| kabinet-Balkenende I                                                                                | 2002-2003  | Johan Remkes                                                                |        | VVD                      |
| kabinet-Kok II                                                                                      | 1998-2002  | Klaas de Vries (vanaf 24 maart 2000)                                        |        | PvdA                     |
| kabinet-Kok II                                                                                      | 1998-2002  | Roger van Boxtel (van 13 tot 24 maart 2000)                                 |        | D66                      |
| kabinet-Kok II                                                                                      | 1998-2002  | Bram Peper (tot 13 maart 2000)                                              |        | PvdA                     |
| vanaf 1998 minister van Binnenlandse Zaken en Koninkrijksrelaties                                   |            |                                                                             |        |                          |
| Kabinet                                                                                             | Periode    | Binnenlandse Zaken                                                          | Partij | Partij                   |
| kabinet-Kok I                                                                                       | 1994-1998  | Hans Dijkstal                                                               |        | VVD                      |
| kabinet-Lubbers III                                                                                 | 1989-1994  | Dieuwke de Graaff-Nauta (vanaf 27 mei 1994)                                 |        | CDA                      |
| kabinet-Lubbers III                                                                                 | 1989-1994  | Ed van Thijn (van 18 januari tot 27 mei 1994)                               |        | PvdA                     |
| kabinet-Lubbers III                                                                                 | 1989-1994  | Ernst Hirsch Ballin (van 10 tot 18 januari 1994)                            |        | CDA                      |
| kabinet-Lubbers III                                                                                 | 1989-1994  | Ien Dales (tot 10 januari 1994)                                             |        | PvdA                     |
| kabinet-Lubbers II                                                                                  | 1986-1989  | Kees van Dijk (vanaf 6 mei 1987)                                            |        | CDA                      |
| kabinet-Lubbers II                                                                                  | 1986-1989  | Jan de Koning (van 3 februari tot 6 mei 1987)                               |        | CDA                      |
| kabinet-Lubbers II                                                                                  | 1986-1989  | Frits Korthals Altes (van 26 januari tot 3 februari 1987)                   |        | VVD                      |
| kabinet-Lubbers II                                                                                  | 1986-1989  | Kees van Dijk (tot 26 januari 1987)                                         |        | CDA                      |
| kabinet-Lubbers I                                                                                   | 1982-1986  | Rudolf de Korte (vanaf 12 maart 1986)                                       |        | VVD                      |
| kabinet-Lubbers I                                                                                   | 1982-1986  | Frits Korthals Altes (van 20 februari tot 12 maart 1986)                    |        | VVD                      |
| kabinet-Lubbers I                                                                                   | 1982-1986  | Koos Rietkerk (tot 20 februari 1986)                                        |        | VVD                      |
| kabinet-Van Agt III                                                                                 | 1982       | Max Rood                                                                    |        | D66                      |
| kabinet-Van Agt II                                                                                  | 1981-1982  | Ed van Thijn                                                                |        | PvdA                     |
| kabinet-Van Agt I                                                                                   | 1977-1981  | Hans Wiegel                                                                 |        | VVD                      |
| kabinet-Den Uyl                                                                                     | 1973-1977  | Wilhelm Friedrich de Gaay Fortman                                           |        | ARP                      |
| kabinet-Biesheuvel II                                                                               | 1972-1973  | Molly Geertsema                                                             |        | VVD                      |
| kabinet-Biesheuvel I                                                                                | 1971-1972  | Molly Geertsema                                                             |        | VVD                      |
| kabinet-De Jong                                                                                     | 1967-1971  | Hendrik Beernink                                                            |        | CHU                      |
| kabinet-Zijlstra                                                                                    | 1966-1967  | Koos Verdam                                                                 |        | ARP                      |
| kabinet-Cals                                                                                        | 1965-1966  | Koos Verdam (vanaf 5 september 1966)                                        |        | ARP                      |
| kabinet-Cals                                                                                        | 1965-1966  | Ivo Samkalden (van 31 augustus tot 5 september 1966)                        |        | PvdA                     |
| kabinet-Cals                                                                                        | 1965-1966  | Jan Smallenbroek (tot 31 augustus 1966)                                     |        | ARP                      |
| kabinet-Marijnen                                                                                    | 1963-1965  | Edzo Toxopeus                                                               |        | VVD                      |
| kabinet-De Quay                                                                                     | 1959-1963  | Edzo Toxopeus                                                               |        | VVD                      |
| vanaf 1959 minister van Binnenlandse Zaken                                                          |            |                                                                             |        |                          |
| Kabinet                                                                                             | Periode    | Binnenlandse Zaken, Bezitsvorming en Publiekrechtelijke Bedrijfsorganisatie | Partij | Partij                   |
| kabinet-Beel II                                                                                     | 1958-1959  | Teun Struycken                                                              |        | KVP                      |
| kabinet-Drees III                                                                                   | 1956-1958  | Teun Struycken                                                              |        | KVP                      |
| vanaf 1956 minister van Binnenlandse Zaken, Bezitsvorming en Publiekrechtelijke Bedrijfsorganisatie |            |                                                                             |        |                          |
| Kabinet                                                                                             | Periode    | Binnenlandse Zaken                                                          | Partij | Partij                   |
| kabinet-Drees III                                                                                   | 1956-1958  | Ko Suurhoff (van 13 tot 29 oktober 1958)                                    |        | PvdA                     |
| kabinet-Drees II                                                                                    | 1952-1956  | Julius Christiaan van Oven (vanaf 7 juli 1956)                              |        | PvdA                     |
| kabinet-Drees II                                                                                    | 1952-1956  | Louis Beel (tot 7 juli 1956)                                                |        | KVP                      |
| kabinet-Drees I                                                                                     | 1951-1952  | Louis Beel (vanaf 6 december 1951)                                          |        | KVP                      |
| kabinet-Drees I                                                                                     | 1951-1952  | Frans Teulings (van 18 november tot 6 december 1951)                        |        | KVP                      |
| kabinet-Drees I                                                                                     | 1951-1952  | Johannes Henricus van Maarseveen (tot 18 november 1951)                     |        | KVP                      |
| kabinet-Drees-Van Schaik                                                                            | 1948-1951  | Frans Teulings (vanaf 20 september 1949)                                    |        | KVP                      |
| kabinet-Drees-Van Schaik                                                                            | 1948-1951  | Josef van Schaik (van 15 juni tot 20 september 1949)                        |        | KVP                      |
| kabinet-Drees-Van Schaik                                                                            | 1948-1951  | Johannes Henricus van Maarseveen (tot 15 juni 1949)                         |        | KVP                      |
| kabinet-Beel I                                                                                      | 1946-1948  | Petrus Johannes Witteman                                                    |        | KVP                      |
| kabinet-Schermerhorn-Drees                                                                          | 1945-1946  | Louis Beel                                                                  |        | KVP                      |
| kabinet-Schermerhorn-Drees                                                                          | 1945-1946  | Louis Beel                                                                  | RKSP   |                          |
| kabinet-Gerbrandy III                                                                               | 1945       | Louis Beel                                                                  |        | RKSP                     |
| kabinet-Gerbrandy II                                                                                | 1941-1945  | Hendrik van Boeijen (vanaf 27 januari 1945)                                 |        | CHU                      |
| kabinet-Gerbrandy II                                                                                | 1941-1945  | Jaap Burger (van 31 mei 1944 tot 27 januari 1945)                           |        | SDAP                     |
| kabinet-Gerbrandy II                                                                                | 1941-1945  | Hendrik van Boeijen (tot 31 mei 1944)                                       |        | CHU                      |
| kabinet-Gerbrandy I                                                                                 | 1940-1941  | Hendrik van Boeijen                                                         |        | CHU                      |
| kabinet-De Geer II                                                                                  | 1939-1940  | Hendrik van Boeijen                                                         |        | CHU                      |
| kabinet-Colijn V                                                                                    | 1939       | Hendrik van Boeijen                                                         |        | CHU                      |
| kabinet-Colijn IV                                                                                   | 1937-1939  | Hendrik van Boeijen                                                         |        | CHU                      |
| kabinet-Colijn III                                                                                  | 1935-1937  | Jacob Adriaan de Wilde                                                      |        | ARP                      |
| kabinet-Colijn II                                                                                   | 1933-1935  | Jacob Adriaan de Wilde                                                      |        | ARP                      |
| kabinet-Ruijs de Beerenbrouck III                                                                   | 1929-1933  | Charles Ruijs de Beerenbrouck                                               |        | RKSP                     |
| vanaf 1932 minister van Binnenlandse Zaken                                                          |            |                                                                             |        |                          |
| Kabinet                                                                                             | Periode    | Binnenlandse Zaken en Landbouw                                              | Partij | Partij                   |
| kabinet-Ruijs de Beerenbrouck III                                                                   | 1929-1933  | Charles Ruijs de Beerenbrouck                                               |        | RKSP                     |
| kabinet-De Geer I                                                                                   | 1926-1929  | Johannes Benedictus Kan                                                     |        | (O, sociaal-liberaal)    |
| kabinet-Colijn I                                                                                    | 1925-1926  | Dirk Jan de Geer                                                            |        | CHU                      |
| kabinet-Ruijs de Beerenbrouck II                                                                    | 1922-1925  | Charles Ruijs de Beerenbrouck                                               |        | RKSP                     |
| vanaf 1923 minister van Binnenlandse Zaken en Landbouw                                              |            |                                                                             |        |                          |
| Kabinet                                                                                             | Periode    | Binnenlandse Zaken                                                          | Partij | Partij                   |
| kabinet-Ruijs de Beerenbrouck II                                                                    | 1922-1925  | Charles Ruijs de Beerenbrouck                                               |        | RKSP                     |
| kabinet-Ruijs de Beerenbrouck I                                                                     | 1918-1922  | Charles Ruijs de Beerenbrouck                                               |        | RKSP                     |
| kabinet-Cort van der Linden                                                                         | 1913-1918  | Pieter Cort van der Linden                                                  |        | O, liberaal              |
| kabinet-Heemskerk                                                                                   | 1908-1913  | Theo Heemskerk                                                              |        | ARP                      |
| kabinet-De Meester                                                                                  | 1905-1908  | Pieter Rink                                                                 |        | LU                       |
| kabinet-Kuyper                                                                                      | 1901-1905  | Abraham Kuyper                                                              |        | ARP                      |
| kabinet-Pierson                                                                                     | 1897-1901  | Hendrik Goeman Borgesius                                                    |        | LU                       |
| kabinet-Röell                                                                                       | 1894-1897  | Samuel van Houten                                                           |        | O, oud-liberaal          |
| kabinet-Van Tienhoven                                                                               | 1891-1894  | Johannes Tak van Poortvliet                                                 |        | LU                       |
| kabinet-Mackay                                                                                      | 1888-1891  | Alexander de Savornin Lohman (vanaf 24 februari 1890)                       |        | ARP                      |
| kabinet-Mackay                                                                                      | 1888-1891  | Æneas Mackay jr. (tot 24 februari 1890)                                     |        | ARP                      |
| kabinet-Heemskerk Azn.                                                                              | 1883-1888  | Jan Heemskerk Azn                                                           |        | O, conservatief          |
| kabinet-Van Lynden van Sandenburg                                                                   | 1879-1883  | Cornelis Pijnacker Hordijk (vanaf 10 februari 1882)                         |        | O, conservatief-liberaal |
| kabinet-Van Lynden van Sandenburg                                                                   | 1879-1883  | Willem Six (tot 10 februari 1882)                                           |        | O, conservatief-liberaal |
| kabinet-Kappeyne van de Coppello                                                                    | 1877-1879  | Joannes Kappeyne van de Coppello                                            |        | O, oud-liberaal          |
| kabinet-Heemskerk-Van Lynden van Sandenburg                                                         | 1874-1877  | Jan Heemskerk Azn                                                           |        | O, conservatief          |
| kabinet-De Vries-Fransen van de Putte                                                               | 1872-1874  | Johan Herman Geertsema Czn.                                                 |        | O, oud-liberaal          |
| kabinet-Thorbecke III                                                                               | 1871-1872  | Pieter Philip van Bosse (vanaf 4 juni 1872)                                 |        | O, oud-liberaal          |
| kabinet-Thorbecke III                                                                               | 1871-1872  | Johan Rudolph Thorbecke (tot 4 juni 1872)                                   |        | O, oud-liberaal          |
| kabinet-Van Bosse-Fock                                                                              | 1868-1871  | Cornelis Fock                                                               |        | O, liberaal              |
| kabinet-Van Zuylen van Nijevelt                                                                     | 1866-1868  | Jan Heemskerk Azn                                                           |        | O, conservatief          |
| kabinet-Fransen van de Putte                                                                        | 1866       | Johan Herman Geertsema Czn.                                                 |        | O, liberaal              |
| kabinet-Thorbecke II                                                                                | 1862-1866  | Johan Rudolph Thorbecke                                                     |        | O, liberaal              |
| kabinet-Van Zuylen van Nijevelt-Van Heemstra                                                        | 1861-1862  | Schelto van Heemstra                                                        |        | O, liberaal              |
| kabinet-Van Hall-Van Heemstra                                                                       | 1860-1861  | Schelto van Heemstra                                                        |        | O, liberaal              |
| kabinet-Rochussen                                                                                   | 1858-1860  | Jacob George Hieronymus van Tets van Goudriaan                              |        | O, liberaal              |
| kabinet-Van der Brugghen                                                                            | 1856-1858  | Anthony Gerhard Alexander ridder van Rappard (vanaf 19 januari 1857)        |        | O, conservatief          |
| kabinet-Van der Brugghen                                                                            | 1856-1858  | Gerrit Simons (tot 19 januari 1857)                                         |        | O, conservatief          |
| kabinet-Van Hall-Donker Curtius                                                                     | 1853-1856  | Gerlach Cornelis Joannes van Reenen                                         |        | O, conservatief          |
| kabinet-Thorbecke I                                                                                 | 1849-1853  | Johan Rudolph Thorbecke                                                     |        | O, liberaal              |
| kabinet-De Kempenaer-Donker Curtius                                                                 | 1848-1849  | Jacobus Mattheüs de Kempenaer                                               |        | O, conservatief-liberaal |
| kabinet-Schimmelpenninck                                                                            | 1848       | Jacobus Mattheüs de Kempenaer                                               |        | O, conservatief-liberaal |
| kabinet-Schimmelpenninck                                                                            | 1848       | Lodewijk Caspar Luzac (tot 13 mei 1848)                                     |        | O, liberaal              |
| vanaf 1848 minister van Binnenlandse Zaken                                                          |            |                                                                             |        |                          |

## Onder koning Willem II 1840-1848
- Johan Adriaan van der Heim van Duivendijke, van 1 januari 1848 tot 25 maart 1848
- Lodewijk Napoleon graaf van Randwijck, van 12 oktober 1846 tot 1 januari 1848
- Cornelis Vollenhoven (a.i.), van 1 juni 1846 tot 12 oktober 1846
- Johan Adriaan van der Heim van Duivendijke (a.i.), van 15 februari 1846 tot 1 juni 1846
- Willem Anne baron Schimmelpenninck van der Oye, van 1 juni 1841 tot 15 februari 1846
- Hendrik Merkus baron de Kock, van 7 oktober 1840 tot 1 juni 1841

## Onder koning Willem I 1814-1840
- Minister van Binnenlandse Zaken:
  - Hendrik Merkus baron de Kock, van 1 december 1836 tot 7 oktober 1840
  - Hendrik Jacob baron van Doorn van Westcapelle, van 29 december 1831 tot 1 december 1836
  - Hendrik Jacob baron van Doorn van Westcapelle (a.i.), van 4 oktober 1830 tot 29 december 1831
  - Edmond Charles Guillaume Ghislain de la Coste, van 1 januari 1830 tot 22 oktober 1830
  - Pierre Louis Joseph Servais van Gobbelschroy, van 19 juni 1825 tot 1 januari 1830
  - Patrice Claude Ghislain ridder de Coninck, van 5 april 1825 tot 19 juni 1825
- Minister van Binnenlandse Zaken, Waterstaat en Onderwijs:
  - Patrice Claude Ghislain ridder de Coninck, van 30 maart 1824 tot 5 april 1825
- Minister van Binnenlandse Zaken, Waterstaat en Publieke Werken:
  - Patrice Claude Ghislain ridder de Coninck, van 1 januari 1820 tot 30 maart 1824
- Minister van Binnenlandse Zaken:
  - Patrice Claude Ghislain ridder de Coninck, van 21 februari 1817 tot 1 januari 1820
- Secretaris van staat van Binnenlandse Zaken:
  - Willem Frederik Röell, van 16 maart 1815 tot 21 februari 1817

## Onder soeverein vorst Willem 1813-1814
- Secretaris van staat van Binnenlandse Zaken:
  - Willem Frederik baron Röell, van 6 april 1814 tot 16 maart 1815
- Commissaris-generaal voor Binnenlandse Zaken:
  - Hendrik van Stralen, van 29 november 1813 tot 6 april 1814

## Onder koning Lodewijk Napoleon 1806-1810
- Minister van Eredienst en Binnenlandse Zaken:
  - Godert Alexander Gerard Philip baron van der Capellen, van 27 mei 1809 tot 1 januari 1811
- Minister van Binnenlandse Zaken:
  - Adriaan Pieter Twent van Raaphorst, van 1 januari 1809 tot 27 mei 1809
  - Adriaan Pieter Twent van Raaphorst (a.i.), van 8 december 1808 tot 1 januari 1809
  - Frédéric Auguste van Leyden van Westbarendrecht, van 17 mei 1808 tot 8 december 1808
  - Johan Hendrik baron Mollerus, van 4 juli 1806 tot 17 mei 1808

## Raadpensionaris 1805-1806
- Secretaris van staat voor de Binnenlandse Zaken:
  - Hendrik van Stralen, van 30 april 1805 tot 19 juni 1806

## Staatsbewind 1801-1805
- Minister van Binnenlandse Zaken
  - Isaäc Jan Alexander Gogel (a.i.), van 19 juni 1801 tot 4 juli 1801

Minister-president · Algemene Zaken · Asiel en Migratie · Binnenlandse Zaken en Koninkrijksrelaties · Buitenlandse Zaken · Defensie · Economische Zaken · Financiën · Infrastructuur en Waterstaat · Justitie · Klimaat en Groene Groei · Landbouw, Visserij, Voedselzekerheid en Natuur · Onderwijs, Cultuur en Wetenschap · Sociale Zaken en Werkgelegenheid · Volksgezondheid, Welzijn en Sport · Volkshuisvesting en Ruimtelijke Ordening · zonder portefeuille

Voormalige ministeries: 

Eredienst